# Ali Reza Gharibi
Ali Reza Gharibi (pers. علیرضا غریبی; ur. 23 sierpnia 1974) – irański zapaśnik w stylu klasycznym. Zajął 14. miejsce na mistrzostwach świata w 2003. Brązowy medal na igrzyskach azjatyckich w 2002. Zdobył cztery medale na mistrzostwach Azji, złoty w 2001. Drugi w Pucharze Azji w 2003. Czwarty w Pucharze Świata w 2005. Uniwersytecki mistrz świata w 2002, 2004. Wygrał turniej w 2006, ale został zdyskwalifikowany za doping. Wicemistrz świata juniorów z 1998 roku.